# طب أمراض الجلد
أمراض الجلد هو تخصص فرعي مشترك للأمراض الجلدية وعلم الأمراض أو علم الأمراض الجراحي الذي يركز على دراسة الأمراض الجلدية على المستوى المجهري والجزيئي. كما أنه يشمل تحليلات للأسباب المحتملة للأمراض الجلدية على المستوى الأساسي. يعمل أخصائيو الأمراض الجلدية بالتعاون الوثيق مع أطباء الأمراض الجلدية السريريين، حيث يتمتع العديد منهم بتدريب سريري إضافي في طب الأمراض الجلدية. أطباء الجلد قادرون على التعرف على معظم الأمراض الجلدية بناءً على مظهرها وتوزيعاتها التشريحية وسلوكها. ومع ذلك، في بعض الأحيان، لا تسمح هذه المعايير بإجراء تشخيص قاطع، ويتم أخذ خزعة من الجلد لفحصها تحت المجهر أو تخضع لاختبارات جزيئية أخرى. تكشف هذه العملية عن أنسجة المرض وتؤدي إلى تفسير تشخيصي محدد. في بعض الحالات، يجب إجراء اختبارات إضافية متخصصة على الخزعات، بما في ذلك التألق المناعي، والكيمياء المناعية، والفحص المجهري الإلكتروني، وقياس التدفق الخلوي، والتحليل المرضي الجزيئي.

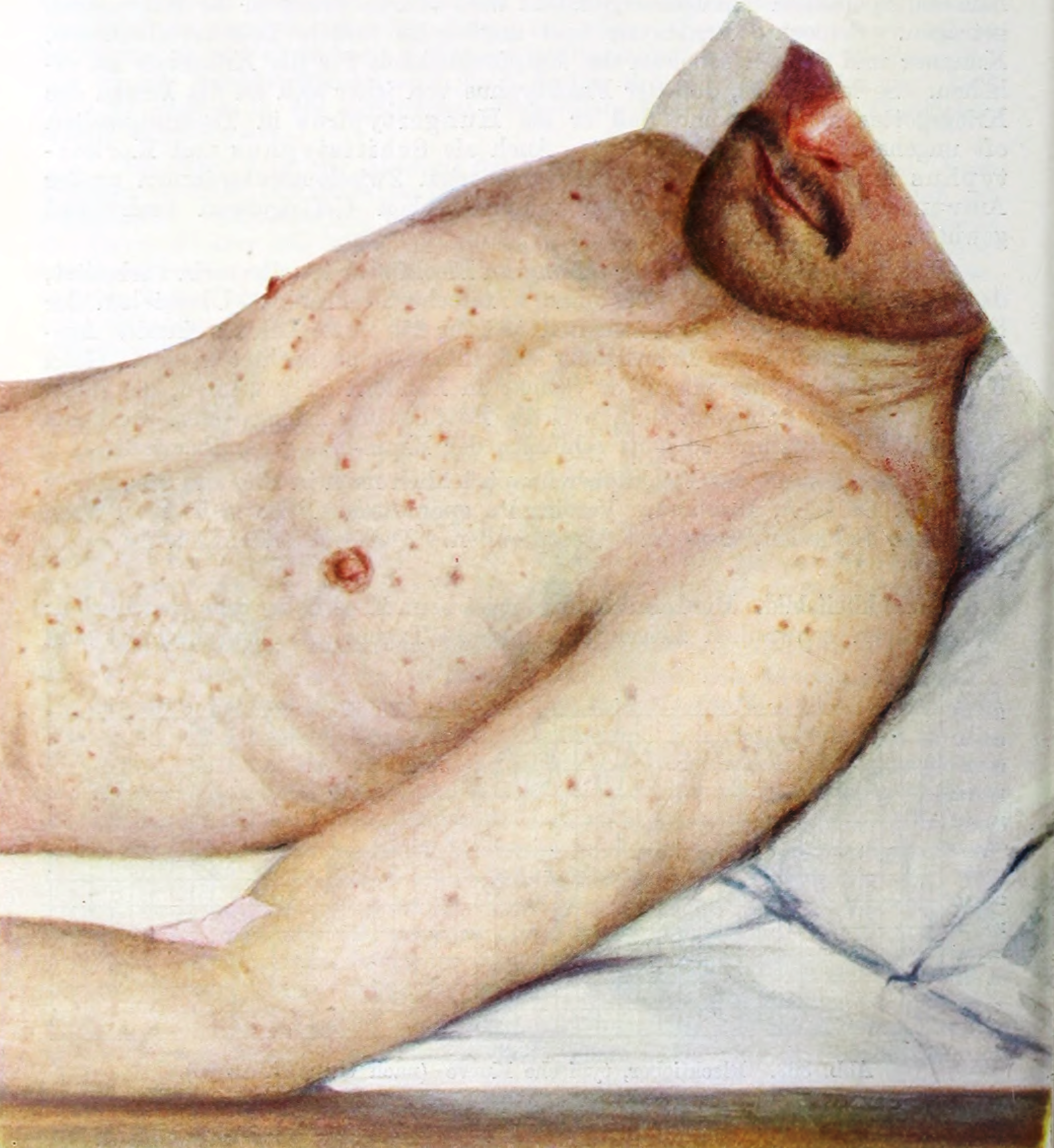
طفح جلدي

واحدة من أعظم تحديات الأمراض الجلدية هو مجالها الواسع. يوجد أكثر من 1500 اضطراب مختلف للجلد، بما في ذلك الطفح الجلدي (" الطفح الجلدي ") والأورام (يتعامل علم الأورام الجلدية مع السرطانات السابقة، مثل التقران السفعي؛ والسرطانات، بما في ذلك الكتل الحميدة، والسرطانات الخبيثة - مثل السرطانات القاعدية سرطان الخلايا، وسرطان الخلايا الحرشفية، والأخطر، سرطان الجلد الخبيث). تشمل الحالات غير السرطانية البهاق، والقوباء، والفرفرية، والحكة، والأوردة العنكبوتية، والثآليل، والشامات، والهربس الفموي أو التناسلي، وقرح الزهري، والتعرض لبلاب السام السام والنباتات المماثلة أو مصادر السم الأخرى، والطفح الجلدي، والكيسة، والخراجات، والذرة، وسحجات الجلد أو الحالات التي تتعامل مع التجاعيد أو تقشير الجلد أو هجمات المناعة الذاتية على الجلد. لذلك، يجب أن يحافظ أطباء الأمراض الجلدية على قاعدة عريضة من المعرفة في طب الأمراض الجلدية السريريري وأن يكونوا على دراية بالعديد من المجالات المتخصصة الأخرى في الطب.

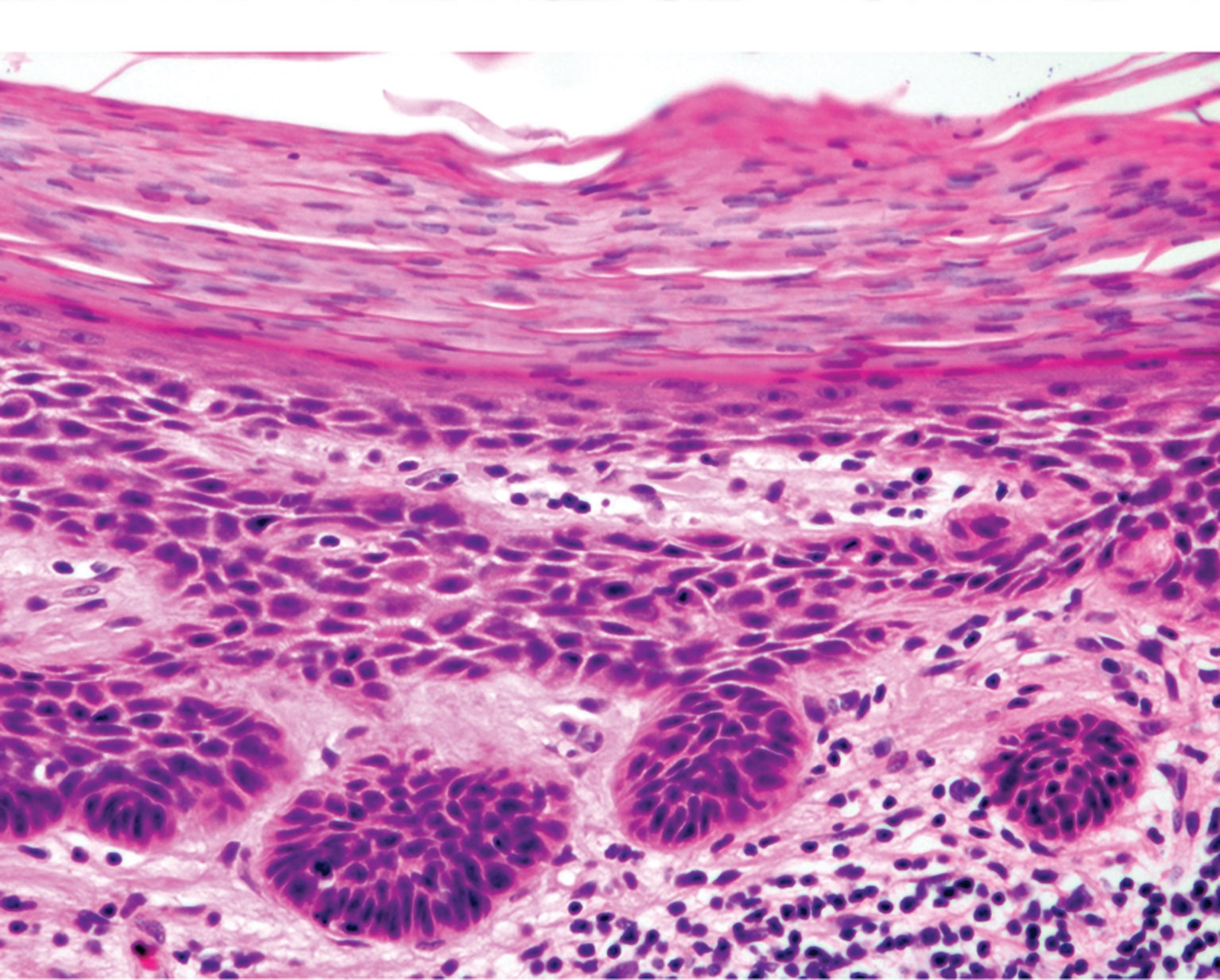
التقران السفعي تحت المجهر

تتطلب الشهادة في أمراض الجلد في الولايات المتحدة والعديد من البلدان الأخرى إكمال شهادة طبية، يليها تدريب الإقامة لمدة 3 سنوات في طب الأمراض الجلدية أو 3 سنوات في علم الأمراض التشريحي (غالبًا ما يتم إكماله كجزء من إقامة مشتركة لمدة 4 سنوات في علم الأمراض التشريحي و علم الأمراض السريري). بعد ذلك، يتم إجراء سنة أو سنتين إضافية من التعليم بعد الإقامة في أمراض الجلد. بالنسبة للمتدربين الذين لديهم خلفية أساسية في علم الأمراض، تشمل تجربة الزمالة ما يعادل 6 أشهر من طب الأمراض الجلدية، وبالنسبة لأولئك الذين يكون تدريبهم في المقام الأول في مجال الأمراض الجلدية، فإن 6 أشهر من الزمالة مكرسة لعلم الأمراض التشريحي. في الولايات المتحدة، يتم اعتماد أطباء الأمراض الجلدية أولاً من قبل المجالس الأمريكية لعلم الأمراض أو الأمراض الجلدية، أو المجالس الأمريكية لتقويم العظام لعلم الأمراض أو طب الأمراض الجلدية، في المملكة المتحدة طبيب الأمراض الجلدية معتمد من الكلية الملكية لأخصائيي علم الأمراض، وفي بقية العالم من قبل البورد الدولي لأمراض الجلد. ثم يحصل المتدربون على شهادة تخصص فرعي (يُطلق عليها "الكفاءة الخاصة") أو دبلوم في أمراض الجلد عن طريق امتحان كتابي. منذ عام 2003، اعتمد المجلس الدولي لأمراض الجلد (IBDP) - ومقره في غراتس، النمسا - أيضًا مرشحين معتمدين من دول حول العالم. يتم ذلك عن طريق مراجعة (IBDP) للمؤهلات المهنية للمتقدمين، وامتحان كتابي وعملي يتم إجراؤه في أوروبا كل عام.
في الولايات المتحدة، تُمارس الأمراض الجلدية في مجموعة متنوعة من الأماكن. يتم تفسير بعض الخزعات من قبل أطباء الأمراض الجلدية الذين حصلوا عليها، وبعضها يتم إرساله إلى مختبرات علم الأمراض ويتم تفسيره إما من قبل أخصائيي علم الأمراض العام أو أخصائي أمراض الجلد، بينما يتم تفسير البعض الآخر في مختبرات الأمراض الجلدية المتخصصة، فقط عدد قليل من هؤلاء موجودون خارج الولايات المتحدة.

## روابط خارجية
- موقع الجمعية الأمريكية لأمراض الجلد
- موقع ويب المجلس الدولي لأمراض الجلد نسخة محفوظة 20 فبراير 2020 على موقع واي باك مشين.
- موقع الجمعية الدولية لطب الأمراض الجلدية
- جامعة جونز هوبكنز DermAtlas
- روابط أمراض الجلد من Omni
- أطالس - موقع ويب صور عالية الدقة لأمراض الجلد
- موقع ويب DermPedia